# أرثينة
بلدية أرثينة (بالإسبانية: Aracena) هي بلدية تقع في مقاطعة ولبة التابعة لمنطقة أندلوسيا جنوب إسبانيا.

## الديموغرافيا
بلغ عدد سكان بلدية أرثينة 7.812 نسمة عام 2011 (وفقاً للمعهد الوطني الإسباني للإحصاء).
| 6.708 | 6.672 | 6.720 | 7.152 | 7.351 | 7.612 | 7.812 |

## معرض صور

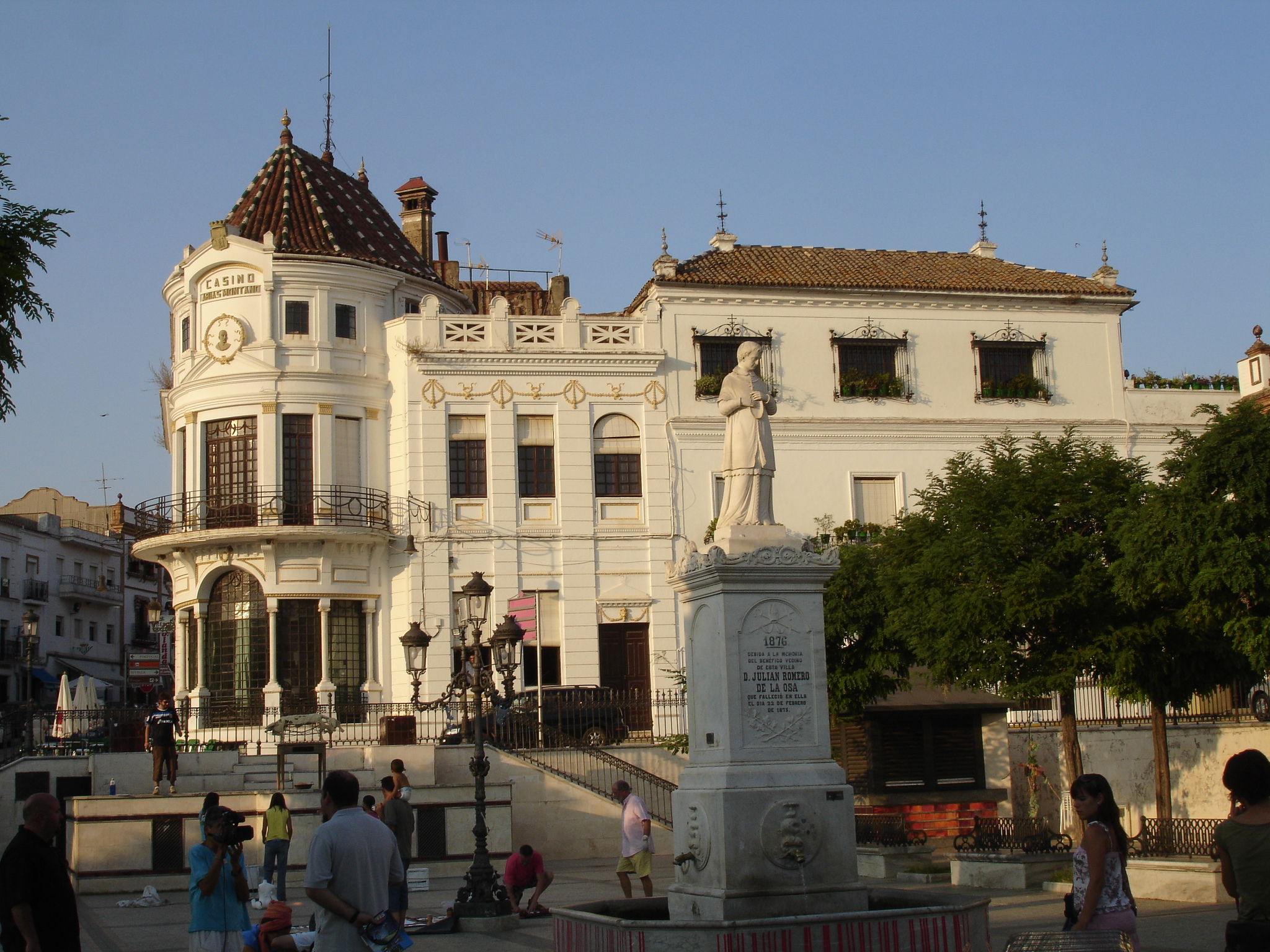
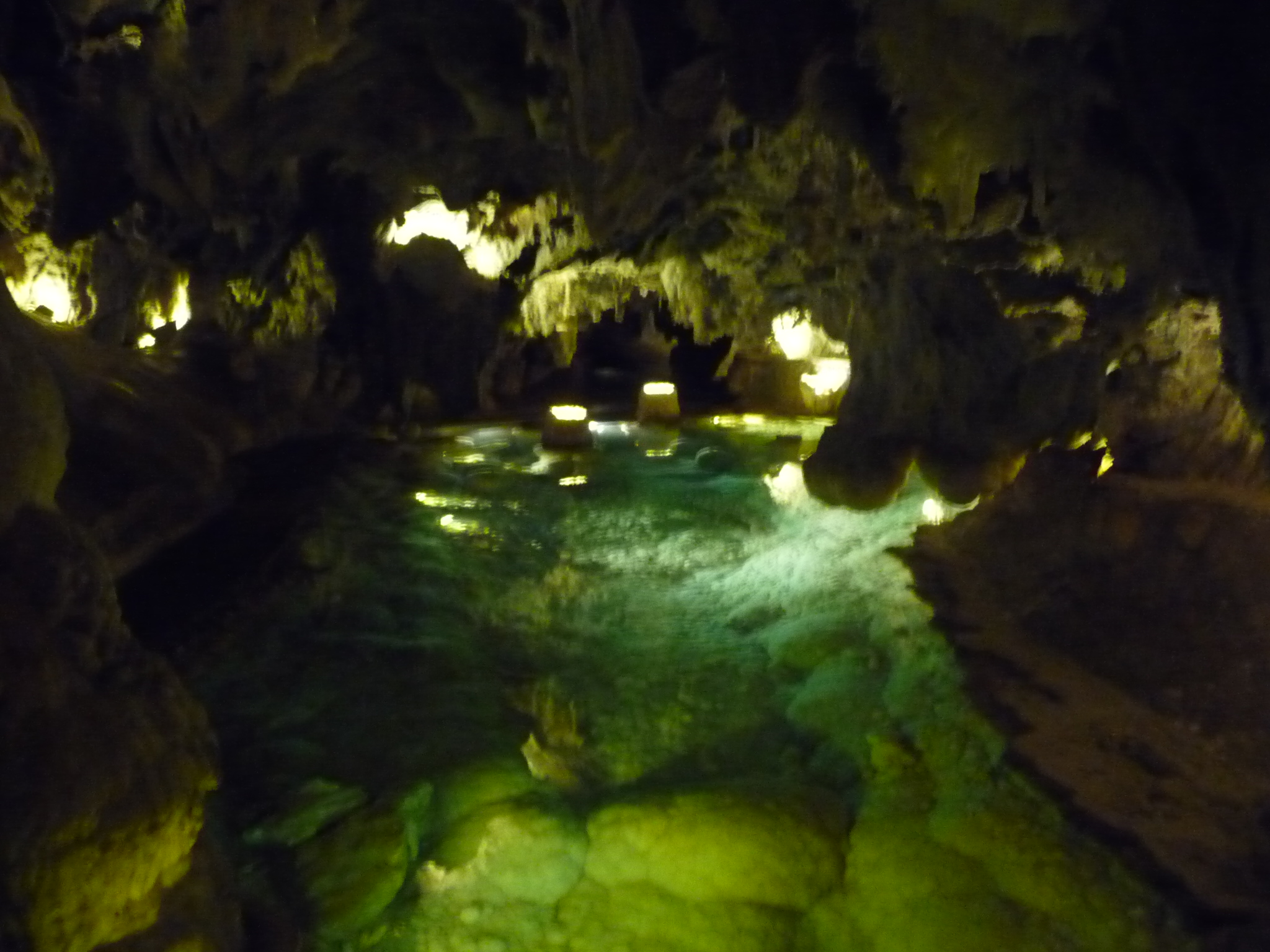
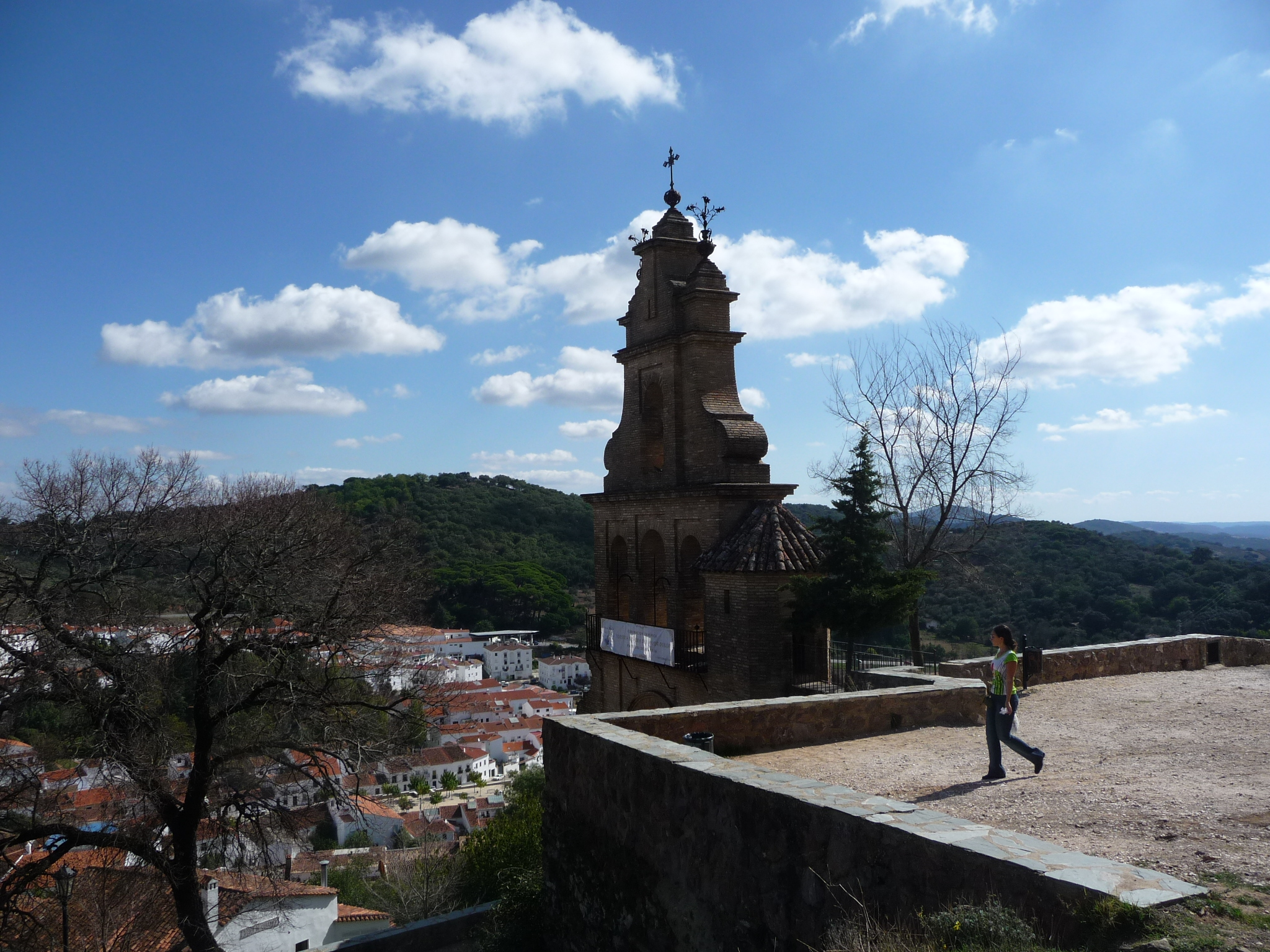